# Азорская горячая точка

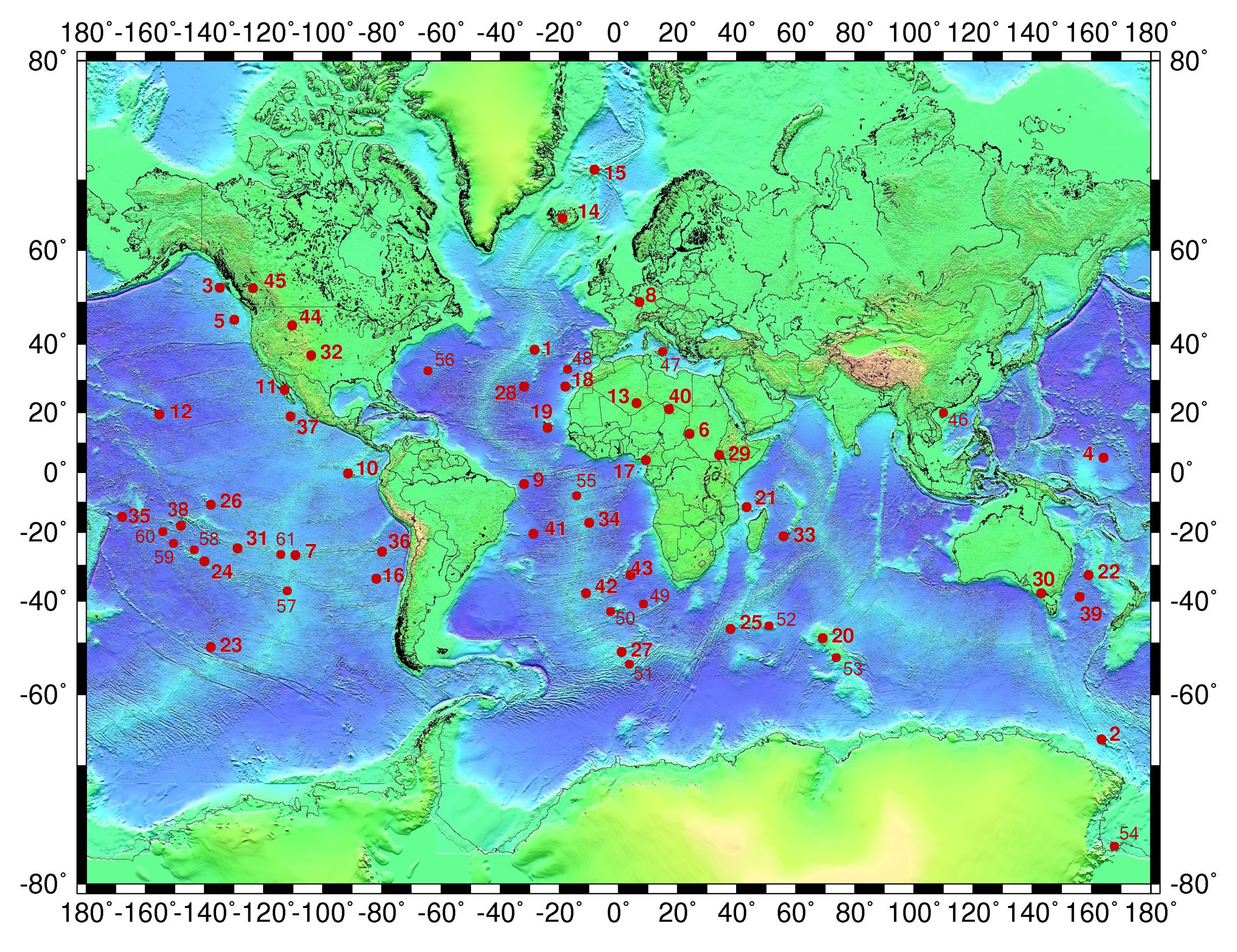
Горячая точка Азорских островов обозначена на карте цифрой 1

Азорская горячая точка — вулканическая горячая точка в северной части Атлантического океана. Азорские острова относительно молоды и связаны с батиметрическим зыбом, гравитационной аномалией и геохимией базальта океанического острова. Азорская горячая точка находится к востоку от Срединно-Атлантического хребта.

## Геологическая область
Азорский домен включает Азорское плато и Азорский архипелаг (образованный из 9 островов, простирающихся на расстояние 480 км, которые были вулканически активны около 7 млн лет). Архипелаг лежит на боковой ветви Срединно-Атлантического хребта вблизи стыка трех основных тектонических плит: Североамериканской плиты, Евразийской плиты и Африканской плиты. Это уникальное расположение приводит к тому, что в этой области происходит взаимодействие хребта и горячей точки с вариацией вулканических процессов.

## Азорское плато
Архипелаг Азорские острова поднимается с Азорского плато, которое представляет собой область утолщенной океанической коры, которая, как полагают, образовалась за последние 20 миллионов лет. Отрицательные аномалии скорости S-волн были нанесены на карту под Азорскими островами в верхних 250—300 км. Было высказано предположение, что это является признаком плюма, который создал Азорское плато. Другая теория заключается в том, что избыточный вулканизм просто является результатом избыточного расширения в этом необычном тройном стыке.

## Взаимоотношения горячей точки и хребта
Срединно-Атлантический хребет — зона растяжения, которая позволяет магме подниматься, образуя дайки и поверхностный вулканизм. Области избыточного магматизма на Срединно-Атлантическом хребте были названы горячими точками, например, Азорские острова. Исследования моделирования гравитационного поля показали, что толщина земной коры в этой области на 60 % больше нормы, а спрединговый хребет приподнят. Горячая точка асимметрична (север и юг). Считается, что кора на хребтах образована комбинацией процессов (магматических и тектонических) с добавлением магмы из недолговечных магматических очагов. Повышенное производство расплава в мантии могло поддерживать более долгоживущий магматический очаг, в результате чего кора была толще. Однако было показано, что Срединно-Атлантический хребет также повлиял на характеристики Азорского плато. Было высказано предположение, что основные вулканические хребты на плато были созданы на оси спрединга Срединно-Атлантического хребта.